# Dendrokingstonia nervosa
Dendrokingstonia nervosa là loài thực vật có hoa thuộc họ Na. Loài này được (Hook.f. & Thomson) Rauschert mô tả khoa học đầu tiên năm 1982.